# Sakai Saburō

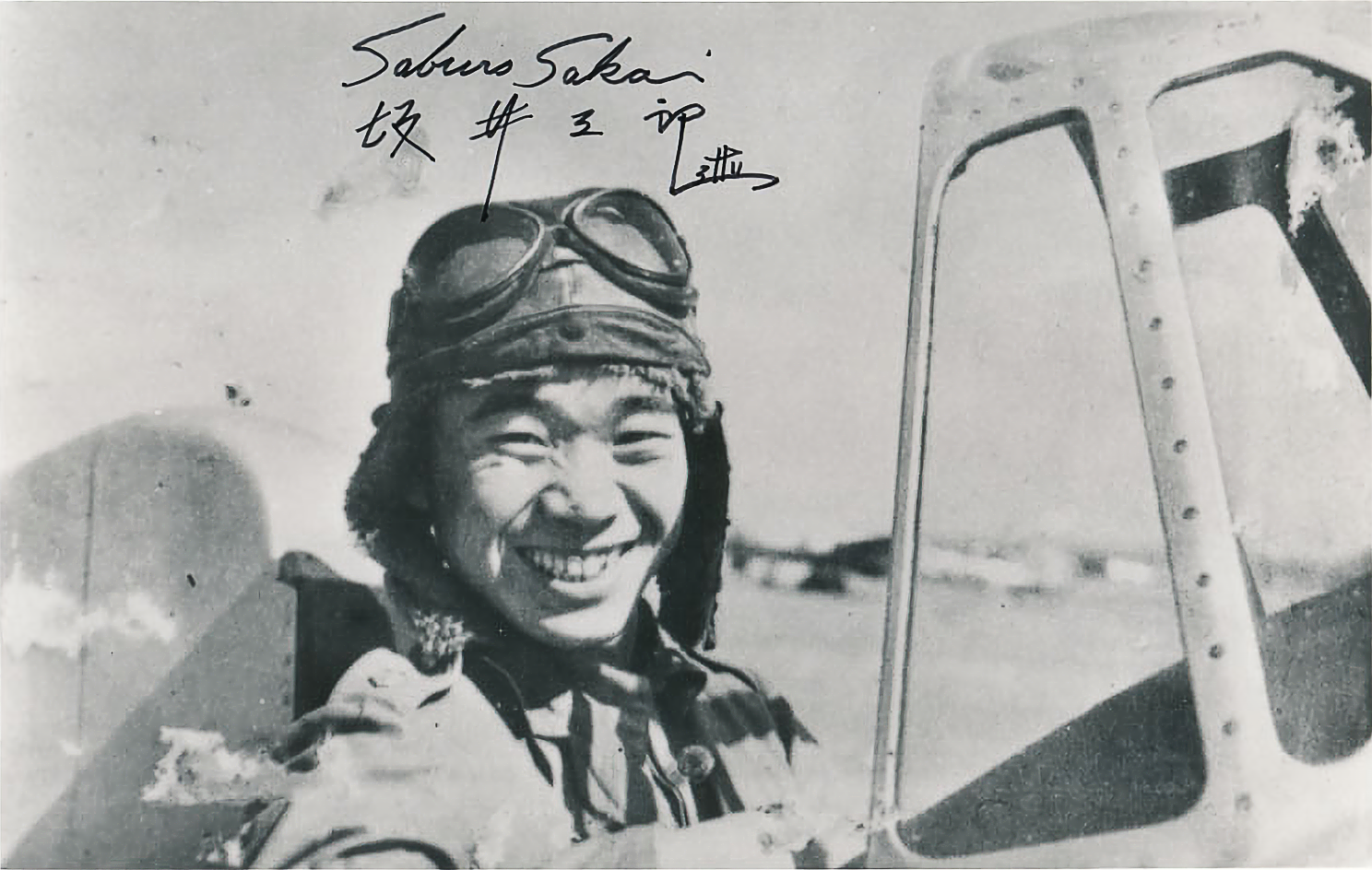
Sakai Saburō im Cockpit einer Mitsubishi A5M

Sakai Saburō (jap. 坂井 三郎; * 16. August 1916 in der Präfektur Saga, Japan; † 22. September 2000 in Atsugi, Präfektur Kanagawa) war ein japanischer Jagdflieger. Bekanntheit erlangte er während des Zweiten Weltkriegs durch seine Einsätze für die Japanische Marineluftwaffe im Pazifik (1941–1945). Es werden 64 Abschüsse feindlicher Flugzeuge angenommen.

## Frühes Leben

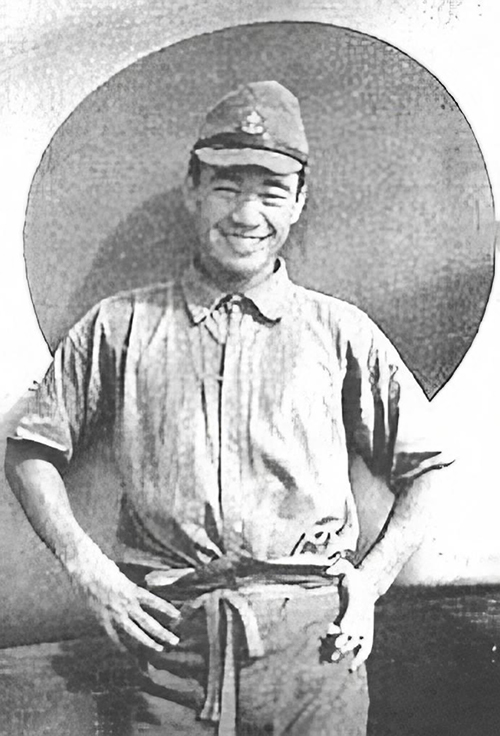
Sakai Saburō, 1938

Sakai war der dritte von vier Söhnen und hatte drei Schwestern. Er war elf Jahre alt, als sein Vater starb, der Sakais Mutter und sieben Kinder zurückließ. Im Jahr 1933 trat er im Alter von 16 Jahren der japanischen Marine bei. Dort war er Kanonier auf dem Schlachtschiff Kirishima, bis er 1936 von einer Flugschule übernommen wurde. Seinen ersten Einsatz absolvierte er im Zweiten Japanisch-Chinesischen Krieg, wo er mit einer A5M einen in der Sowjetunion gebauten DB-3-Bomber abschoss.

## Einsatz im Südpazifik

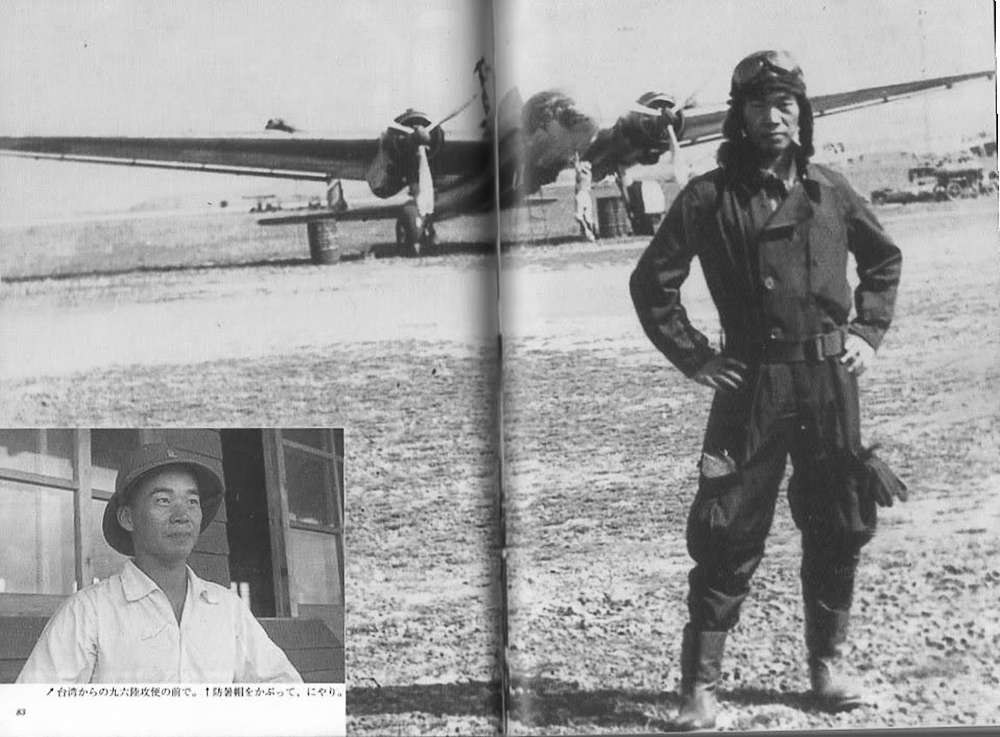
Sakai posiert vor einem Bombenflugzeug

Als der Krieg mit den USA begann, war Sakai beim ersten Angriff auf die Philippinen dabei. Am 8. Dezember 1941 flog er eine der 45 Mitsubishi A6M2, die den Flugplatz Clark auf den Philippinen angriffen. An diesem Tag hatte er seinen ersten Luftkampf gegen die Amerikaner und schoss eine Curtiss P-40 ab. Am dritten Tag der Schlacht schoss er die erste Boeing B-17 während des Krieges ab. Anfang 1942 war Sakai auf Borneo stationiert. Das Oberkommando der japanischen Streitkräfte befahl, jegliches feindliches Flugzeug abzuschießen; egal ob bewaffnet oder nicht. Eines Tages entdeckte Sakai mit seiner Zero eine niederländische DC-3 mit Zivilisten an Bord. Sakai entschied sich, entgegen seinen Befehlen, die Zivilmaschine nicht abzuschießen und gab dessen Piloten Zeichen zu fliehen. Daraufhin salutierten der Pilot und die Passagiere aus Respekt vor dem Jagdflieger.
Während der Borneo-Offensive gelang es Sakai, dreizehn Luftsiege zu erzielen. Während der nächsten Monate versuchte er seine gewonnenen Erfahrungen an junge Piloten weiterzugeben. Am 3. August 1942 wurden der zum Ittō Hikō Heisō beförderte Sakai und sein Geschwader nach Rabaul verlegt.

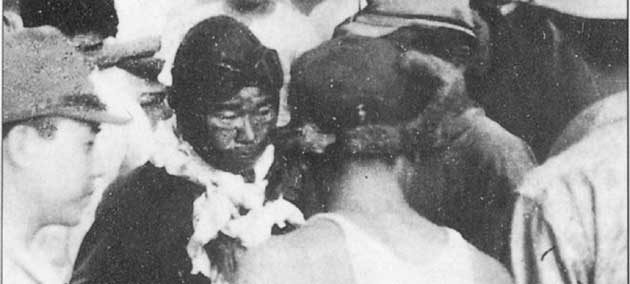
Sakai nach seiner Rückkehr von der Schlacht um Guadalcanal

Am 7. August landeten die Amerikaner und Australier bei Guadalcanal. Die Kampfstärke der japanischen Luftstreitkräfte wurde schon bald von den Alliierten übertroffen. Nur mit immer neuen Strategien und selbstmörderischen Einsätzen konnten die Japaner die Luftmächte im Gleichgewicht halten. Während einer Luftschlacht über Guadalcanal, in der Sakai bereits drei amerikanische F4F-Jagdflieger abgeschossen hatte, entdeckte er eine Gruppe von acht Dauntless-Sturzkampfbombern, die er irrtümlicherweise für Jagdflugzeuge hielt und von hinten angriff. Dadurch geriet er in das konzentrierte Abwehrfeuer durch deren Heckschützen, wobei er einen Kopfschuss erhielt, der das rechte Auge erblinden ließ. Trotz seiner schweren Verletzung und immer wieder kommenden Kamikazegedanken, schaffte es Sakai in 4 Stunden und 47 Minuten und 1040 Kilometer zurück zu seiner Basis nach Rabaul. Nach der Landung meldete er dem Kommandanten seinen Flugbericht, bevor er zusammenbrach. Sakai wurde nach Japan zurückgeflogen. Nach fünf Monaten Erholung widmete er sich der Ausbildung junger Piloten.
Im April 1944 wurde er nach Iwojima versetzt. Trotz des Verlusts seines rechten Auges erzielte er große Erfolge, beispielsweise entkam er am 24. Juli 1944 15 F6F-Hellcat-Piloten, ohne auch nur eine Kugel abbekommen zu haben. Im August 1944 wurde er zum Leutnant zur See befördert. Am Ende des Krieges bekam Sakai einen Kamikazebefehl, dessen Ziel er aber nicht fand.
Sakai überstand den Krieg, ohne von gegnerischen Jagdflugzeugen abgeschossen worden zu sein. Wie der finnische Jagdflieger Ilmari Juutilainen verlor auch Sakai niemals einen seiner Flügelmänner im Kampf. Seine Abschusszahl wird auf 64 und mehr geschätzt. Nach dem Krieg entfernte er sich von allem Militärischen und wählte ein ziviles Leben.
Während er eine Druckfirma leitete, verfasste er viele Bücher über seine Erfahrungen im Militär. Sein Hauptwerk ist „Der Samurai der Himmel“ (大空のサムライ, Ōzora no samurai), welches in viele Sprachen übersetzt wurde. Das Buch soll besonders im Westen geholfen haben, Vorurteile über japanische Piloten aus dem Krieg zu beseitigen und gezeigt haben, dass japanische Piloten gleiche Gedanken wie die westlichen Piloten hatten.
Da seine Tochter Michiko den amerikanischen Soldaten Terence Smart heiratete, hatte er mehrere Male Gelegenheit, in die USA zu reisen. Nachdem er die Gelegenheit hatte, eine P-51 Mustang zu steuern, nahm er von seiner Behauptung, dass die Mitsubishi A6M das beste Flugzeug wäre, Abstand.
Am 22. September 2000 nahm er an einer Feier auf der amerikanischen Militärbasis in Atsugi teil. Während des Banketts fühlte er sich schlecht und wurde in ein Krankenhaus eingeliefert, in dem er am gleichen Tag mit 84 Jahren verstarb.